# Испытай себя
Испыта́й себя́ (полное название — Легкоатлетический пробег «Испытай себя» — Кубок России по бегу на 100 км) — сверхмарафонский пробег в Санкт-Петербурге (Россия), проводившийся в 1987—2013 годы.

## История
Пробег проводился с 1987 года в Выборгском районе Санкт-Петербурга (Ленинграда) при поддержке председателя районного спорткомитета В. А. Мерзлякова. Инициатор пробега — председатель ленинградского КЛБ «Спартак» Олег Юлианович Лось.
Является одним из немногочисленных российских сверхмарафонских пробегов. Основной дистанцией изначально был суточный бег (в 1998 из-за дефолта дистанция была сокращена). В 2009 году О. Ю. Лось умер, В. А. Мерзляков ушёл на пенсию. Уход ключевых организаторских фигур незамедлительно сказался: уменьшился призовой фонд, сократились сами дистанции. В 2010 победитель последнего суточного Тимур Пономарёв уже не получил автомобиль, с 1995 регулярно вручавшийся победителю (иногда и женщинам). В настоящее время (2013 год) сохранились лишь дистанции 100 км и более массовая полумарафонская дистанция. Параллельно проводятся несоревновательные школьные забеги на 2 км. В былые годы в рамках пробега проводились также соревнования по суточной спортивной ходьбе.
В 2014 году, через 5 лет после смерти О. Ю. Лося, пробег был отменён. Вместо него проводился пробег на 100 и 50 км в 2014—2015 гг. С 2016 года пробег не проводится. Очередной пробег запланирован на 9 сентября 2018 года.

## Трасса
Трасса пробега менялась со временем. Так, в 2000-х годах маршрут пробега проходил по кругу протяженностью 10 км, с 2006 — 4,5 км: улица Ивана Фомина — Сиреневый бульвар — улица Есенина — проспект Просвещения — улица Ивана Фомина.
С 2010-х годов трасса пробега целиком пролегает по Суздальскому проспекту, что на окраине Санкт-Петербурга. Длина круга составляет 5 км. Из-за удалённости от жилых кварталов на трассе почти нет зрителей. При жизни О. Ю. Лось не допускал такого переноса трассы.

## Рекорды
Рекордсменом пробега в суточном беге является Денис Жалыбин (Железногорск) — 282,282 км (2—3 сентября 2006). Его результат является национальным рекордом.
7 сентября 2013 года Василий Ларкин (Рославль) показал 6:18.26. Это 8-й результат в истории бега на 100 км, лучше официального рекорда России на 2.18. Теперь российские рекорды на обеих основных дистанциях показаны на ИС.
В 1989 Виктория Скокова (Саратов; р. 1980) пробежала 70 км за 14:35 (с 2-часовым сном). Через год она осилила уже 87 км.
В 1990 в марафоне первенствовала 13-летняя Т. Бабкина (Калуга).

## Участники
Стартовало на всех дистанциях
- 1987 — 35 195
- 1988 — более 50 000 (суточный бег, 49 мужчин, 6 женщин)
- 1989 — около 50 000
- 1991 — (суточный бег, 62 мужчины, 8 женщин, 19 не финишировали или меньше 100 км)
- 1992 — около 39 000 (26 000 — школьные забеги, 145 — полумарафон, 56 — суточный бег)

### Победители
Первым победителем на главной дистанции 24 часа в 1987 году стал Геннадий Грошев (Колышлей, Пензенская обл.) — 214 км. Затем 4 раза подряд побеждал Рустем Гиниатуллин (Казань) (дважды — в 1989 и 1990 — делил 1-е место). В 1991 он пробежал вторую половину быстрее первой (125+128), но из-за судейской ошибки Кругликову посчитали вместо малого круга (2,380 км) большой — 10 км. 259 вместо 252,680. Справедливость была восстановлена позже. Через несколько недель Гиниатуллин выиграл в Одессе первый и последний в СССР шестисуточный бег с «вечным» рекордом СССР 838,4 км. Больше в Санкт-Петербурге он не выигрывал.
В новых экономических условиях в 1992 был отменён благотворительный аукцион и впервые проводился полумарафон (145 участников в 7 возрастных категориях). Ожидалась встреча победителей-91 Кругликова и Гиниатуллина. За месяц до старта Гиниатуллин выиграл в Йошкар-Оле с результатом 230 км при большой жаре. Не приехали ни Кругликов, ни Грошев. В их отсутствие Гиниатуллин смог пробежать 175. Первое место занял победитель Кубка Европы-91 (255,269 + 260,180) в суточном беге Валерий Христенок (Киев). Единственный раз стартовал Николай Сафин (1958—1994) из Подольска, будущий недолгий чемпион Европы-93. Из-за жары он был госпитализирован за три часа до финиша. Своеобразную эстафету устроили братья-близнецы Ковтуны. Пользуясь слабым контролем на 10-километровом круге (особенно в ночное время), они бежали поочерёдно, набрав 247,2 км. Стартовав ещё несколько раз в других соревнованиях, они не приближались к этому результату. Третье место занял 40-летний Владимир Тивиков. Это был его второй старт в суточном беге, первый — за месяц до того у себя в Йошкар-Оле. На 1-м ЧР на 100 км в Архангельске (15.09.1991) он был 4-м (6:55.). В 1997 в Базеле он стал чемпионом Европы. Последний ИС он выиграл в 2009 в 57 лет.
В 1993 Кругликов выиграл через 2 недели после победы в Торхауте.
Приуроченный к 50-летию Победы старт 1995 года перенесли на май. Многие участники не знали об этом. Победил и получил первый автомобиль в этом соревновании Эдуард Хиров (Серпухов).
|                                          | Год          | Суточный бег | 100 км                                                                                | Марафон (Полумарафон) (50 км) |
| Испытай себя                             | Испытай себя | Испытай себя | Испытай себя                                                                          | Испытай себя |
| ---------------------------------------- | ------------ | --- | ------------------------------------------------------------------------------------- | --- |
| I                                        | 1987         | (м) 214 км Геннадий Грошев (Колышлей) |                                                                                       | |
| I                                        | 1987         | (ж) Татьяна Хомич (Брест) |                                                                                       | |
| II                                       | 3/4.9.1988   | (м) 238 км Рустем Гиниатуллин (Казань) | (м) 8:00.16 Андрей Жгутов (Ленинград)                                                 | (м) 2:18.35 Виталий Ковель (Терскол) |
| II                                       | 3/4.9.1988   | (ж) 165 км Татьяна Голикова (Харьков) | (ж) 9:04.47 MR Татьяна Хомич (Берсенева) (Брест)                                      | |
| II                                       | 3/4.9.1988   | Ходоки (м) 198 км Сергей Лукьянов (Ленинград) |                                                                                       | |
| III                                      | 2/3.9.1989   | (м) 250,800 км Геннадий Грошев (Колышлей) Рустем Гиниатуллин (Казань)                                                                                               | (м) 7:35.45 Сергей Карасёв (Ленинград)                                                | (м) 2:29.39 Геннадий Щербаков (Ленинград) |
| III                                      | 2/3.9.1989   | (ж) 120,000 км Илара Смирнова | (ж) 8:43.45 MR Татьяна Хомич (Брест)                                                  | |
| IV                                       | 1/2.9.1990   | (м) 236,950 км Валерий Христенок (Киев) Рустем Гиниатуллин (Казань)                                                                                                 |                                                                                       | (м) Геннадий Щербаков (Ленинград) |
| IV                                       | 1/2.9.1990   | (ж) Т. Бабкина (Калуга) |                                                                                       | |
| V                                        | 7/8.9.1991   | (м) 253,170 км Рустем Гиниатуллин (Казань) | (м) 7:32.50 Владимир Серяков (Алма-Ата)                                               | |
| V                                        | 7/8.9.1991   | (ж) 210,120 км Тамара Мерзликина (Рига) |                                                                                       | |
| V                                        | 7/8.9.1991   | Ходоки (м) 160 км Сергей Лукьянов (Ленинград) |                                                                                       | |
| VI                                       | 5/6.9.1992   | (м) 248 км Валерий Христенок (Киев) (ж) 184,7 км Майя Ковалёва Зинаида Шабалина (Москва)                                                                            | (м) 7:06.12 Владимир Федотов (Вичуга) (ж) 10:51.20 Лидия Иванова (Первоуральск)       | Марафон (м) 2:25.19 Сергей Королёв (Санкт-Петербург) (ж) 3:16.12 Ольга Банных (Санкт-Петербург) (Полумарафон) 40—44 (М) Михаил Улымов (Волгоград) (Ж) Ирина Бондарчук (Санкт-Петербург) 45—49 (М) Владимир Саранцев (Москва) (Ж) Нина Швец (Белая Церковь) 50—54 (М) Виктор Васильев (Москва) (Ж) Ольга Клесина (Москва) 55—59 (М) Гурий Сицкий (Санкт-Петербург) (Ж) Элиса Синимяэ (Таллинн) 60—64 (М) Геннадий Демин (Москва) (Ж) Антонина Грачева (Калуга) 65—69 (М) Лев Куценок (Санкт-Петербург) (Ж) Надежда Шашенкова (Смоленск) 70+ (М) Вадим Голубев (Вичуга) (Ж) Нина Петрова (Иваново) |
| VII                                      | 11/12.9.1993 | (м) 246,095 км Анатолий Кругликов | (м) 6:57.05 Сергей Фундуряк                                                           | |
| VII                                      | 11/12.9.1993 | (ж) 193,830 км Зинаида Шабалина (Москва) | (ж) 10:17.00 Марина Бабкина (Калуга)                                                  | |
| VIII                                     | 1994         | (м) Анатолий Кругликов |                                                                                       | |
| VIII                                     | 1994         | (ж) |                                                                                       | |
| IX                                       | 6/7.5.1995   | (м) 232,500 км Эдуард Хиров (Серпухов) | (м) 7:34.51 Владимир Федотов                                                          | |
| IX                                       | 6/7.5.1995   | ж) 22:44.00 Лилия Давыдова |                                                                                       | |
| X                                        | 7/8.9.1996   | (м) 253,252 км Анатолий Кругликов | (м) 7:55.06 Вячеслав Дегтяренко                                                       | |
| X                                        | 7/8.9.1996   | (ж) 191,854 км Светлана Савоськина (Волгоград) |                                                                                       | |
| XI                                       | 6/7.9.1997   | (м) 268,400 км Анатолий Кругликов |                                                                                       | |
| XI                                       | 6/7.9.1997   | |                                                                                       | |
| XII                                      | 1998         | |                                                                                       | |
| XIII                                     | 4/5.9.1999   | (м) 252,831 км Игорь Тяжкороб (Курская обл.) |                                                                                       | |
| XIII                                     | 4/5.9.1999   | (ж) 204,603 км Ирина Реутович |                                                                                       | |
| XIV                                      | 2/3.9.2000   | (м) 261,437 км Анатолий Кругликов | 7:01.15 Евгений Григорьев                                                             | |
| XIV                                      | 2/3.9.2000   | (ж) 226,299 км Римма Пальцева (Йошкар-Ола) | 8:44:12 Екатерина Малафеева (Мурманск)                                                | |
| XV                                       | 8/9.9.2001   | (м) 244,340 км Эдуард Хиров (Серпухов) | 7:15.42 Игорь Тяжкороб (Курская обл.)                                                 | |
| XV                                       | 8/9.9.2001   | (ж) 158,837 км Зинаида Шабалина (Москва) |                                                                                       | |
| XVI                                      | 2002         | |                                                                                       | |
| XVII                                     | 6/7.9.2003   | (м) 254,278 км Анатолий Кругликов | 7:44.41 Нестор Чернявский (Екатеринбург)                                              | |
| XVII                                     | 6/7.9.2003   | (ж) 233,550 км Ирина Реутович | 8:19.53 MR Людмила Калинина (Ивановская обл.)                                         | |
| XVIII                                    | 4/5.9.2004   | (м) 246,410 км Анатолий Кругликов | 7:38.15 Василий Спиридонов                                                            | 1:11.07 Сергей Дружинин (Санкт-Петербург, Кировец) |
| XVIII                                    | 4/5.9.2004   | (ж) 234,766 км Ирина Реутович | 8:35.55 Татьяна Ариносова                                                             | 1:27.53 Елена Константинова (Санкт-Петербург, БФ СКА) |
| XVIII                                    | 4/5.9.2004   | Команды 830,326 км Республика Саха (Якутия) (189,804 км Анатолий Басыгысов, 237,020 км Семен Дедюкин, 208,600 км Александр Корякин, 194,902 км Иннокентий Степанов) |                                                                                       | |
| XVIII                                    | 4/5.9.2004   | Ходоки (м) 170,338 км Сергей Лукьянов (Санкт-Петербург) |                                                                                       | |
| XIX                                      | 3/4.9.2005   | 256,936 км Анатолий Кругликов | 7:40.06 Василий Спиридонов                                                            | |
| XIX                                      | 3/4.9.2005   | (ж) 225,660 км Ирина Коваль (Кашира) | 8:29.19 Анастасия Сыромятникова                                                       | |
| XX                                       | 2/3.9.2006   | (м) 282,282 км Денис Жалыбин (Железногорск) | 7:20.13 Алексей Измайлов (Рыбинск)                                                    | 1:10.53,40 Анатолий Островский (СПб, Метрострой) |
| XX                                       | 2/3.9.2006   | (ж) 231,193 км Ирина Реутович | 9:32.33 Ирина Коваль (Кашира)                                                         | 1:22.34 Анастасия Захарова (Светогорск) |
| XXI                                      | 1/2.9.2007   | (м) 242,803 км Анатолий Кругликов | 6:58.34 Юрий Сластенников (Сергиев Посад)                                             | 1:12.46 Руслан Похилюк (Винница) |
| XXI                                      | 1/2.9.2007   | (ж) 222,541 км Ирина Реутович | 13:37.25 Татьяна Гурская (Осиповичи, Белоруссия)                                      | 1:25.48 Ирина Смолина |
| XXII                                     | 6/7.9.2008   | (м) 234,654 км Анатолий Кругликов | 7:28.04 Игорь Тяжкороб (Курская обл.)                                                 | 1:13.46 Андрей Сергеев |
| XXII                                     | 6/7.9.2008   | (ж) 233,709 км Людмила Калинина (Ивановская обл.) | 9:01.20 Елена Симутина (Брянск)                                                       | 1:19.37 Мария Аксенова |
| XXIII                                    | 5/6.9.2009   | (м) 233,410 км Владимир Тивиков (Йошкар-Ола) | 7:21.15 Алексей Арефьев (Новокузнецк)                                                 | 1:14.59 Мамошин Алексей (СПб) |
| XXIII                                    | 5/6.9.2009   | (ж) 215,246 км Ирина Реутович | 8:55.28 Елена Симутина (Брянск)                                                       | 1:29.26 Татьяна Золотарева (СПб) |
| XXIV                                     | 4/5.9.2010   | (м) 240,350 км Тимур Пономарев (Шахты) | 7:04.59 Алексей Измайлов (Рыбинск)                                                    | 1:13.24 Андрей Смирнов (СПб, Электросила) |
| XXIV                                     | 4/5.9.2010   | (ж) 211,250 км Галина Еремина (Москва) | 9:44.57 Екатерина Малофеева (Мончегорск)                                              | 1:23.21 Анастасия Захарова (Светогорск) |
| XXV                                      | 3.9.2011     | | (м) 7:10.32 Артур Аветисян (Шахты)                                                    | 1:12.51 Александр Кротович (Санкт-Петербург) |
| XXV                                      | 3.9.2011     | (ж) 8:38.11 Елена Симутина (Брянск) | 1:25.50 Мария Малышева (Санкт-Петербург)                                              | |
| XXVI                                     | 8.9.2012     | | (м) 7:06.47 Алексей Измайлов (Рыбинск) 7:13.45 Владимир Бурзак 7:22.58 Дмитрий Павлов | 1:12.06 Александр Макковеев (Архангельск) |
| XXVI                                     | 8.9.2012     | (ж) 7:57.15 MR Ирина Вишневская (Шахты) | 1:25.54 Анастасия Захарова (Светогорск)                                               | |
| XXVII                                    | 7.9.2013     | | (м) 6:18.26 Василий Ларкин                                                            | 1:12.13 Вадим Дроздов (Гатчина) |
| XXVII                                    | 7.9.2013     | (ж) 8:03.22 Надежда Шиханова (Кировск) | 1:17,08 Наталья Соколова (Санкт-Петербург)                                            | |
| Другие соревнования                      |              | |                                                                                       | |
|                                          | 7.9.2014     | | (м) 7:26.06 Тимур Пономарев (Шахты)                                                   | |
| (ж) 8:18.49 Надежда Гоголева (Якутия)    | 7.9.2014     | |                                                                                       | |
|                                          | 6.9.2015     | | (м) 6:34.48 Николай Яналов                                                            | (м) 3:48.43 Олег Яковлев |
| (ж) 8:20.53 Надежда Гоголева (Якутия)    | 6.9.2015     | (ж) 4:02.49 Сардана Варфоломеева |                                                                                       | |
| 2016—2017 не проводился                  |              | |                                                                                       | |
|                                          | 8.9.2018     | | (м) 6:47.47 Всеволод Худяков (Воронежская область)                                    | (м) 3:51.16 Алексей Григорьев (Санкт-Петербург) |
| (ж) 7:44.50 MR Надежда Гоголева (Якутия) | 8.9.2018     | |                                                                                       | |